# Allan Reuss
Allan Reuss (* 15. Juni 1915 in New York, NY; † 4. Juni 1988) war ein US-amerikanischer Jazzgitarrist des Swing.
Allan Reuss, der schon als Zwölfjähriger einen ersten öffentlichen Auftritt als Banjospieler hatte, war ein Schüler von George Van Eps, den er 1934 auf Empfehlung von Eps selbst hin bei Benny Goodman ablöste. Er spielte bis 1938 in dessen Orchester (und nochmals kurz 1943) und ging mit ihm auf Tournee. Danach arbeitete er bei Paul Whiteman und von 1939 bis 1940 bei Jack Teagarden, bei dem er seine Komposition Pickin' for Patsy spielte, dann spielte er bei Jimmy Dorsey 1941/42 und bei Harry James 1942/43. Von da an war Reuss hauptsächlich als freiberuflicher Studiomusiker in Hollywood beschäftigt. Dort spielte er bei Arnold Ross. Außerdem nahm er Platten mit Mildred Bailey, Bunny Berigan, Benny Carter, Billie Holiday, Lionel Hampton, Coleman Hawkins, Teddy Wilson und Charlie Ventura auf. Reuss war zusammen mit Carl Kress und Carmen Mastren einer der Pioniere des "chord solo"-Stils in der Jazzgitarrengeschichte. Dabei werden nicht – wie noch z. B. bei Eddie Lang meist zu hören – ausschließlich einzelne Noten in einem Solo gespielt, sondern schnell wechselnde Akkorde, wobei durch den Plektrumsschlag einzelne Saiten betont werden. (Auch Reuss' Lehrer van Eps hatte ursprünglich dieser Richtung angehört; er entwickelte sich dann aber in eine andere Richtung weiter, zu einem "orchestralen" Solostil, den er "lap piano" nannte.) Von Reuss und van Eps führt die Entwicklungsgeschichte dann weiter zu Gitarristen wie Charlie Byrd, Jim Hall, Wes Montgomery, Joe Pass. 
1944 gewann er den Leser-Poll der Zeitschrift Down Beat als Gitarrist und ebenso den Poll der Zeitschrift Metronome.